# Baeopogon indicator
Baeopogon indicator (лат.) — вид птиц из семейства бюльбюлевых. Выделяют два подвида.

## Описание
Длина тела около 19 см. Вес самца 44-52 г, самки — 40-48 г. Самцы номинативного подвида имеют макушку и верхнюю часть головы, а также крылья, зеленовато-оливкового цвета, немного темнее на макушке и более серого оттенка на затылке. Горло серое, грудка и бока тёмно-оливково-серые, нижняя часть груди, центр живота и подхвостье кремово-желтые. Радужные оболочки белые, кремовые или серовато-белые. Клюв чёрный или темно-серый. Ноги серые или шиферного цвета.

## Распространение
Обитают в Западной и Центральной Африке. Живут в лесах.

## Биология
Питаются ягодами и другими фруктами, в том числе Ficus, Croton, Heisteria, Macaranga, Musanga, Rauwolfia, Trema, Xylopia, а также членистоногими, в том числе жуками (Coleoptera), гусеницами, муравьями (Hymenoptera), термитами (Isoptera) и пауками (Araneae).
Самца наблюдали кормящим самку ягодами. Считается, что в кладке два яйца и насиживает её только самка. Обнаружено всего одно гнездо.